# Imam 2 mame i 2 tate (1968.)
Imam 2 mame i 2 tate, hrvatski dugometražni film iz 1968. godine kojeg je režirao Krešo Golik. Film je osvojio Zlatnu arena za najbolju glavnu žensku ulogu (Mia Oremović) i Zlatnu arena za kameru (Ivica Rajković) na pulskom festivalu 1968.